# Pietro Cavagnari
Pietro Cavagnari (Piacenza, 7 aprile 1769 – 1849) è stato un politico italiano.
Nacque da una ricca famiglia di origine genovese, attiva nella finanza e nel commercio della seta. Compì gli studi a Savona, poi viaggiò a lungo in vari paesi europei. Nel 1795 fece parte di una commissione incaricata dal duca Ferdinando di Borbone di studiare una riforma monetaria. Il 5 maggio 1796 fu inviato  a Voghera dal governo ducale per trattare le condizioni di pace con Napoleone Bonaparte. Quando Parma e Piacenza entrarono a far parte dell'Impero francese  fu nominato membro del Corpo legislativo, del Consiglio generale di Parma e del Collegio elettorale del Dipartimento del Taro. Fece anche parte del consiglio di presidenza del cantone meridionale di Piacenza. Al seguito delle truppe francesi, fu presente alla battaglia di Marengo. Assistette a Parigi all'incoronazione di Napoleone  nella Cattedrale di Notre-Dame. 
Nel 1805, quando ci fu una sommossa dei montanari di Val di Tolla, nel Piacentino, contro i francesi, andò a Padova per incontrare il viceré d'Italia, con l'intento di spiegarne i motivi e attenuarne le conseguenze. Si adoperò a favore di Jacopo Sanvitale quando questi, col sonetto "Io mi caccio le man nella parrucca", si attirò le ire dell'imperatore Bonaparte, ma non riuscì ad evitarne l'esilio.
Si sposò nel 1793 con una nipote dei Bernoulli di Basilea, dalla quale ebbe quattro figli, che furono educati a Parigi. Anche il figlio Alessandro e il nipote Alfonso furono attivi nella politica del Ducato di Parma e Piacenza.
Pubblicò una sua autobiografia: Alcune particolarità storiche della vita di Pietro Cavagnari (Carmignani, Parma 1837).